# بیسرکا ویچنیچ
بیسرکا ویچنیچ (انگلیسی: Biserka Višnjić؛ زادهٔ ۱۰ اکتبر ۱۹۵۳) بازیکن هندبال اهل یوگسلاوی بود.